# Tống Đoan Tông
Tống Đoan Tông (chữ Hán: 宋端宗; 10 tháng 7 năm 1268 - 8 tháng 5 năm 1278), còn gọi là Tống đế Thị (宋帝昰), thụy hiệu Dụ Văn Chiêu Vũ Mẫn Hiếu hoàng đế (裕文昭武愍孝皇帝), hay Hiếu Cung Nhân Dụ Từ Thánh Duệ Văn Anh Vũ Cần Chánh hoàng đế (孝恭仁裕慈聖睿文英武勤政皇帝), tên thật là Triệu Thị (趙昰), là vị hoàng đế thứ tám và cũng là áp chót của vương triều Nam Tống trong lịch sử Trung Quốc.
Triệu Thị là con trai của vua Tống Độ Tông với bà Dương thục phi. Khi quân Nguyên áp sát Lâm An, Triệu Thị được hộ tống đến lánh nạn tại Mân Quảng. Năm 1276, sau khi kinh thành Lâm An thất thủ về tay quân Nguyên, hoàng tộc Nam Tống hầu hết bị bắt làm tù binh, Triệu Thị được lập lên làm vua tại Phúc Châu, tiếp tục cuộc kháng chiến chống Nguyên. Trong ba năm 1276, 1277, 1278, quân Tống liên tiếp bại binh mất đất, ngày diệt vong đã không còn xa nữa. Vào tháng 3/1278, trong khi lẩn trách quân Nguyên, do bất cẩn, nên Đoan Tông bị ngã xuống thuyền, rơi tõm xuống nước, suýt nữa là bị chết đuối. Sau khi được cứu, vua bị cảm nước là thành bệnh, và một tháng sau, bệnh càng nặng, rồi mất. Ngôi hoàng đế thuộc về em trai ông là Vệ vương Triệu Bính.

## Thân thế và cuộc sống ban đầu
Triệu Thị chào đời vào ngày 10 tháng 7 năm 1269 dưới thời vua cha Tống Độ Tông. Ông là con trai lớn tuổi nhất của Tống Độ Tông, song do mẹ ông là Dương thục phi không phải là chính thất nên ông cũng không được lập làm thái tử mà nhận tước Kiến quốc công.
Ngày 12 tháng 8 năm 1274, Độ Tông qua đời. Lúc bầy giờ quyền chính trong triều rơi cả vào tay Giả Tự Đạo. Do Tống đang gặp khó khăn trong cuộc chiến tranh với nhà Nguyên, quần thần đề nghị lập Triệu Thị vì quốc gia cần có vua lớn tuổi. Nhưng Giả Tự Đạo muốn lập vua nhỏ tuổi để dễ khống chế, bèn lấy lý do lập đích tử, tôn Gia quốc công Triệu Hiển lên ngôi, tức là Tống Cung Đế, thái hoàng thái hậu Tạ thị lâm triều xưng chế. Ngày hôm sau, Thái hoàng thái hậu hạ chiếu phong Triệu Thị làm Cát vương, hoàng tử khác là Triệu Bính làm Tín vương. Lúc bấy giờ triều đình nhà Tống bị quân Nguyên uy hiếp dữ dội, toàn bộ vùng đất phía bắc Trường Giang hầu như đã rơi vào tay nhà Nguyên. Quân Nguyên lại chuẩn bị đánh vào kinh đô Lâm An. Đầu năm 1275, Giả Tự Đạo bị thua một trận lớn, quân Nguyên đã ở rất gần.
Đầu năm 1276, nhà Tống cử Văn Thiên Tường làm Lâm An doãn; Thiên Tường đề nghị cho hai hoàng tử Triệu Thị và Triệu Bính ra giữ đất Mân, Quảng để tính việc khôi phục về sau. Thái hoàng thái hậu không theo, nhưng cũng lệnh cho hai vương dời cung. Khi quân Đại Nguyên đã bức bách lắm rồi, tông thân lại xin một lần nữa, Thái hoàng thái hậu đành hạ lệnh dời Cát vương Thị làm Ích vương, phong chức phán Phúc châu, An phủ sứ Phúc Kiến; Tín vương dời làm Quảng vương, Phán Tuyền châu kiêm phán nam ngoại tông chánh, còn cử phò mã Dương Trấn cùng Dương Lượng Tiết, Du Như Khuê làm đề cử, đi cùng.

## Làm hoàng đế

### Chống Nguyên
Ngày 4 tháng 2 năm 1276, quân Nguyên do Bá Nhan chỉ huy tiến vào Lâm An, bắt được Cung Đế và tông tộc triều Tống. Bá Nhan sai Phạm Văn Hổ đuổi theo hai vương. Dương Trấn nghe tin, liền từ biệt hai vương, ra hàng nhằm hoãn quân Nguyên truy kích. Bọn Lượng Tiết lại phò hai vương chạy trốn trong vùng núi suốt 7 ngày. Tướng Tống là Trương Toàn lại đem hơn 10 người đến cứu được hai vương rồi cùng chạy ra Ôn châu; giữa đường gặp các đại thần Lục Tú Phu, Tô Hữu Nghĩa... Lại sai triệu Tả thừa tướng Trần Nghi Trung ở Thanh Áo, Trương Thế Kiệt ở Định Hải. Các tướng cùng nhau tôn Triệu Thị làm Thiên hạ binh mã đô nguyên soái phát binh trừ hại, Tú vương Dữ Dịch làm sát phóng, An phủ sứ Phúc Kiến. Lúc đó Thái hoàng thái hậu bị người Nguyên khống chế, viết chiếu triệu Cát vương về. Trần Nghi Trung bèn triệu tập lực lượng, đưa hai vương vào Mân để mưu đồ khôi phục.
Lúc bầy giờ Thừa tướng Văn Thiên Tường thoát khỏi tay người Nguyên, chạy về nam. Ngày 14 tháng 6 năm 1276 (tức Ất Mùi tháng 5 ÂL), Trần Nghi Trung và Trương Thế Kiệt cùng tôn Triệu Thị làm hoàng đế, tức là Tống Đoan Tông, đặt niên hiệu là Cảnh Viêm, gọi vua cũ (Cung Đế) là Hiếu Cung Ý Thánh hoàng đế. Ông tiến phong Quảng vương Bính làm Vệ vương, tôn mẹ Dương thục phi làm Hoàng thái phi, lâm triều nghe chính; Trần Nghi Trung, Lý Đình Chi là Tả, Hữu thừa tướng; Trần Văn Long, Lưu Phất làm Tham chính, Trương Thế Kiệt làm Xu mật phó sứ, Lục Tú Phu làm Giám thư Khu mật, lệnh cho Ngô Tuấn, Triệu Tấn, Phó Trác, Lý Giác, Địch Quốc Tú phân thành các đường cùng tiến quân, cải Phúc châu thành phủ Phúc An, Ôn châu thành phủ Lý An.
Lúc bấy giờ Văn Thiên Tường đã từ Trấn Giang về tới, Đoan Tông bèn dùng ông ta làm Hữu thừa tướng, tri Xu mật. Thiên Tường vốn bất hòa với Trần Nghi Trung nên không nhận chức, Đoan Tông bèn đổi làm Xu mật sứ, Đồng đô đốc. Ông lại sai các tướng đến Giang Hoài chiêu mộ hào kiệt. Ở lộ Giang Tây, Ngô Tuấn tập hợp quân ở Quảng Xương, lấy ba huyện Nam Phong, Nghi Hoàng, Ninh Đô. Địch Quốc Tú ở Tú Sơn, Phó Trác đến đánh Cù, Tín; dân chúng nhiều người hưởng ứng. Lúc đó Văn Thiên Tường muốn về Ôn châu, Trần Nghi Trung không theo và muốn dựa vào Trương Thế Kiệt thu phục Lưỡng Triết, Đoan Tông bèn dùng Thiên Trường làm Khai phủ nam Kiếm châu, Kinh lược Giang Tây.
Từ tháng 6 đến tháng 8 năm đó, các tướng Nguyên là Toa Đô, A Thuật và hàng tướng từ bên Tống là Lương Hùng Phi lần lượt chiếm Quảng châu, Kiếm châu, Dương châu. Từ lúc đó một dải Hoài Đông đã không còn là của nhà Tống.
Quân Nguyên tiếp tục đánh sang Chân châu, Minh châu, Xử châu, phủ Kiến Ninh, Thiệu Vũ quân. Trần Nghi Trung, Trương Thế Kiệt hoảng hốt đem Tống Đoan Tông, Thái phi, Vệ vương giong buồm ra biển, bấy giờ quân nhân 17 vạn, dân binh 3 vạn; tổng cộng còn 20 vạn. Đoan Tông đến cảng Tuyền châu, Trương Thế Kiệt bắt giữ chiêu phủ sứ Bồ Thọ Canh, cướp thuyền đi về phía tây. Thọ Canh oán hận, liền giết toàn bộ tông thất và đại phu lưu trú trong Tuyền châu rồi dâng thành hàng quân Nguyên.
Cuối năm 1276, quân Nguyên đánh chiếm Hưng Hóa quân. Ở mặt trận phía tây, quân Nguyên vây đánh hạ Trùng Khánh rồi vào Quảng Tây, chiếm Ấp châu và Ung châu. Đầu năm 1277, Văn Thiên Trường dời quân ra Chương châu; tướng Ngô Tuấn cáo bệnh không tới rồi cũng hàng Nguyên, Lưu Hưng cũng dâng Tuần châu ra hàng, các quận ở Quảng Đông cũng gần như mất sạch.
Giữa lúc đó ở miền bắc, phiên vương Tích Lý Cát nhà Nguyên làm phản ở Bắc Bình. Nguyên Thế Tổ điều quân nam chinh trở về để yên định miền bắc. Nhân có hội đó, tháng 4, quân Tống lấy lại được Quảng châu, huyện Hội Xương... Có Trương Đức Hưng cùng Lưu Nguyên khởi binh phò Tống, lấy lại được Hoàng châu và Thọ Xương quân. Tháng 7, Văn Thiên Tường chia quân thu phục các vùng Cát, Cám. Trương Thế Kiệt phò Tống Đoan Tông ra Triều châu, lại ra quân thảo phạt Bồ Thọ Canh, tình thế tạm thời được xoay chuyển phần nào.
Sau khi Tích Lý Cát bị dẹp, quân Nguyên lại tiếp tục đánh xuống phía nam. Văn Thiên Trường bại trận ở Hưng Quốc phải bỏ trốn, quân Tống tan rã.
Tháng 9, quân Nguyên phá Thiệu Vũ quân và Hoàng châu, vào Phúc An, Tống Đoan Tông cùng Trương Thế Kiệt chạy ra Thiển Loan. Nhà Nguyên sai các tướng Lý Hằng, Toa Đô, Lã Sư Quỳ, Bồ Thọ Canh đuổi theo Tống Đoan Tông. Các tướng Tống cố phản công cửa nam Tuyền châu nhưng thất bại.
Tháng 11 năm 1277, quân Nguyên đã phản công đánh chiếm Tuyền châu, lấy Chương châu và Hưng Hóa quân, tiến công sang Triều châu. Toa Đô đến Huệ châu lại hợp quân với Lã Sư Quỳ đánh chiếm Quảng châu. Vào năm 1278, chế trí sứ Tứ Xuyên Trương Ngọc cũng bị quân Nguyên bắt, triều Tống gần như đã tan rã.

### Bất đắc kì tử
Lưu Thâm dẫn binh công đánh Thiểm Loan để bắt sống Tống Đoan Tông. Trương Thế Kiệt chống không nổi, đưa Đoan Tông ra Tú Sơn. Trong núi có hơn vạn nhà, Thế Kiệt cướp chỗ nhà giàu làm chỗ ở cho Đoan Tông, nhưng lúc đó quân sĩ bệnh chết rất nhiều, Thế Kiệt lại lui về Tỉnh Áo, còn Trần Nghi Trung bỏ trốn qua Chiêm Thành.
Đầu năm 1278, Đoan Tông tới Tỉnh Áo, gặp gió lớn làm lật thuyền của vua. Quân sĩ cố gắng mới cứu được, nhưng khi đó Đoan Tông đã sống dở chết dở. Quân sĩ cũng chết hơn phân nửa. Lưu Thâm đánh Tỉnh Áo, vua Tống lui về Tạ Nữ Hạp rồi lại ra biển. Quân Nguyên đuổi theo, bắt được cậu của ông là Du Như Khuê. Tống Đoan Tông muốn tới Chiêm Thành nhưng không được.
Sau đó Đoan Tông về Quảng châu rồi Cương châu. Ngày 8 tháng 5 năm 1278 (tức Mậu Thìn tháng 4), ông qua đời ở Cương châu, khi đó mới có 11 tuổi, an táng tại lăng Vĩnh Phúc, miếu hiệu Đoan Tông. Quần thần cùng nhau tôn Vệ vương Bính lên ngôi, tức là Tống Thiếu Đế. Một năm sau, triều Tống diệt vong.